# Ekumeniczny Przekład Przyjaciół
Ekumeniczny Przekład Przyjaciół (EPP) – przekład Nowego Testamentu powstały w wyniku prywatnej inicjatywy katolicko-prawosławno-zielonoświątkowej. Został wydany w 2012 roku. Prace nad przekładem trwały 30 lat.

## Historia przekładu
W 1982 roku trzech biblistów: ks. Jan Anchimiuk, późniejszy arcyb. Jeremiasz (prawosławny), ks. prof. Michał Czajkowski (katolik), Mieczysław Kwiecień (zielonoświątkowiec), ponadto redaktor Jan Turnau (katolik) podjęli się dokonania przekładu ekumenicznego Nowego Testamentu. Inicjatywa wyszła ze strony Jana Turnaua. Kwiecień był redaktorem tego przekładu, a Turnau sekretarzem zespołu. Do powstania przekładu przyczyniło się wprowadzenie stanu wojennego, kiedy zawieszone zostały pisma „Więź” i „Chrześcijanin”, w związku z czym Turnau oraz Kwiecień mieli więcej wolnego czasu.
Poszczególne księgi były tłumaczone według przypadkowej kolejności. Najpierw dokonano przekładu drugiej ewangelii, wydanej w 1993 roku. Wydawane też były przez różne oficyny: Oficyna Wydawnicza „Słowo i Życie”, Biblioteka „Więzi”, część tekstów ukazała się w czasopismach – w miesięczniku „Znak” oraz w „Tygodniku Powszechnym”. Przekład został ukończony w roku 2012.
W pracy translatorskiej kierowano się trzema zasadami: przekład musi być ekumeniczny, oryginalny, musi posługiwać się piękną współczesną polszczyzną. Dbano jednak o to, aby nie był to zbyt nowoczesny język. Za podstawę dla przekładu służył Novum Testamentum Graece (1993).
Przekład powstał w wyniku prywatnej inicjatywy ekumenicznej, żaden z tłumaczy nie miał oficjalnego poparcia ze strony swego Kościoła, niemniej każdy z tłumaczy był wierny swojej tradycji konfesyjnej i dlatego w trakcie prac często dochodziło do sporów. Według arcybiskupa Jeremiasza przekład może stać się przekładem liturgicznym Kościoła prawosławnego.
Trzecia osoba Trójcy Świętej nazywana jest Parakletem. Prolog Ewangelii Jana zaczyna się od słów „U początku jest Słowo”, a nie „Na początku było Słowo”. Innym wyróżnikiem przekładu jest „Wstąpiwszy na wysokość zniewolił niewolę”, a nie „wstąpiwszy do góry wziął do niewoli jeńców”, jak ma Biblia Tysiąclecia.
W roku 2016 ukazało się drugie, poprawione wydanie Ekumenicznego Przekładu Przyjaciół.